# Niet-verspanen

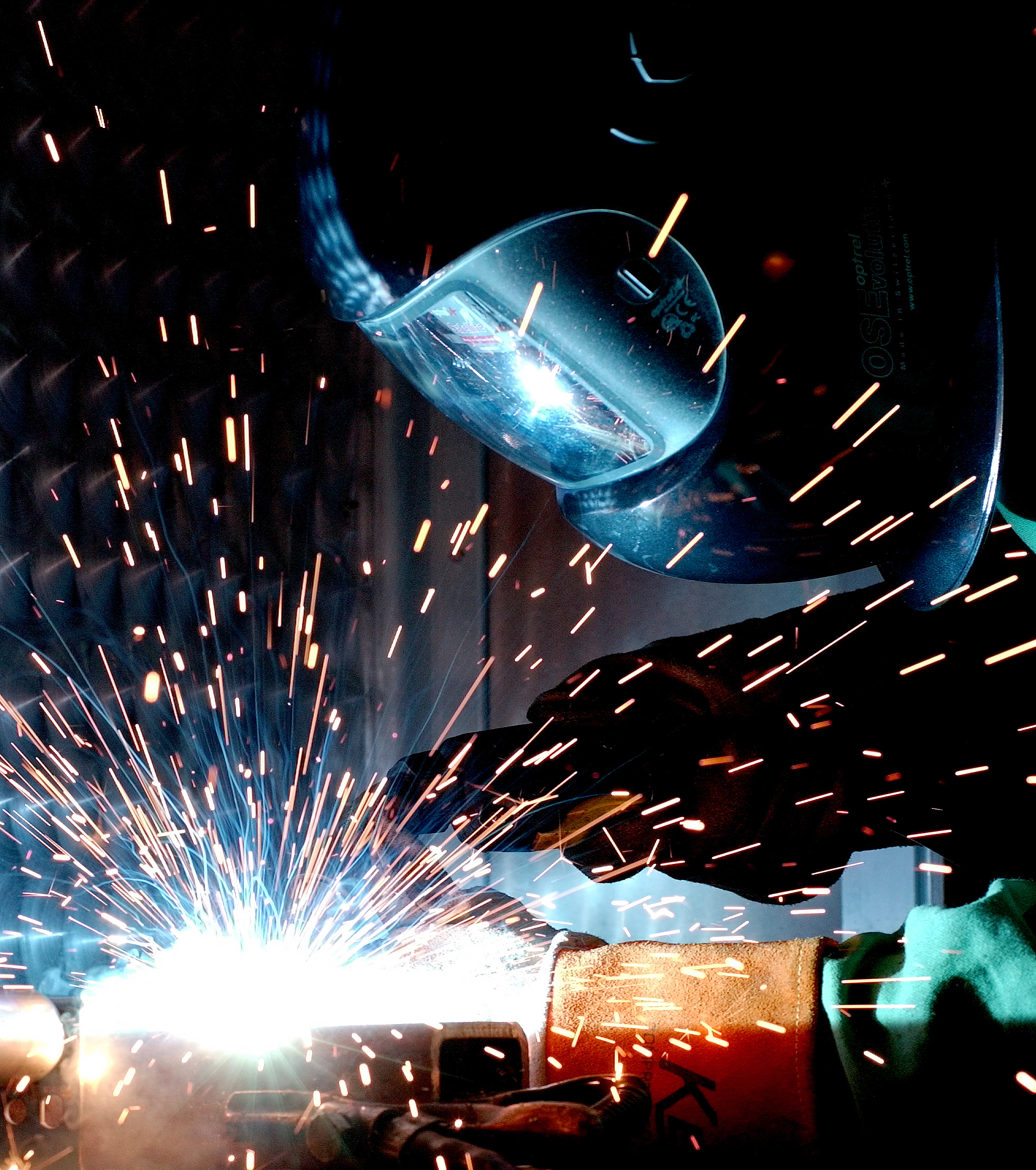
MIG-lassen

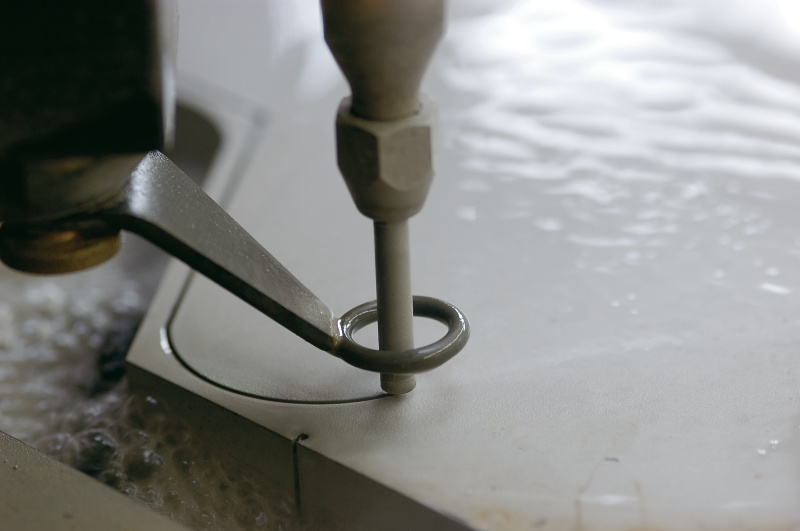
Waterstraalsnijden

Niet-verspanende techniek is een vormgevingstechniek waarbij materiaal vervormd of bewerkt wordt zonder dat spanen (afgesneden flinters materiaal) vrijkomen; dit in tegenstelling tot verspanende techniek. Vooral in de metaalsector wordt een scheiding gehanteerd tussen verspanende en niet-verspanende technieken.   

## Voorbeelden
Voorbeelden van niet-verspanende bewerkingen zijn knippen, walsen, dieptrekken, persen, ponsen, laserbewerkingen, solderen, vonk-eroderen, snijden, lassen, smeden, gieten, vloeiboren, buigen en 3D-printen.

## Materialen
Niet-verspanende technieken worden toegepast op diverse materialen: metaal, hout en kunststof.